# Giro d'Italia 1912
Il Giro d'Italia 1912, quarta edizione della "Corsa Rosa", si svolse in nove tappe (una in più di quelle inizialmente previste) dal 19 maggio al 2 giugno 1912, per un percorso totale di 2443 km (il più corto della storia del Giro). Fu il primo ed unico Giro a essere disputato a squadre, e fu vinto dall'Atala, composta da Luigi Ganna (ritiratosi alla quinta tappa), Carlo Galetti, Eberardo Pavesi e Giovanni Micheletto, detti "I 4 moschettieri", che terminarono con 33 punti. La classifica individuale a tempi, non ufficiale, vide primo Galetti con 100h02'57". Su 54 partenti, suddivisi in sei squadre, arrivarono al traguardo finale 26 corridori.
La quarta tappa Pescara-Roma fu annullata perché, in seguito allo straripamento di un torrente, i corridori si rifiutarono di proseguire. L'inconveniente allungò il percorso della tappa di 15 km, e i corridori arrivarono a Roma in treno. Gli spettatori, che stavano aspettando l'arrivo allo stadio, rivollero indietro il costo del biglietto. La tappa fu poi "sostituita" aggiungendo una nona frazione da Milano a Bergamo.

## Tappe
| Tappa  | Data      | Percorso          | km     | Vincitore di tappa            | Leader cl. generale |
| ------ | --------- | ----------------- | ------ | ----------------------------- | ------------------- |
| 1ª     | 19 maggio | Milano > Padova   | 398,8  | Giovanni Micheletto - Atala   | Atala               |
| 2ª     | 21 maggio | Padova > Bologna  | 328,8  | Vincenzo Borgarello - Legnano | Atala               |
| 3ª     | 23 maggio | Bologna > Pescara | 362,5  | Ernesto Azzini - Legnano      | Atala               |
| 4ª     | 25 maggio | Pescara > Roma    |        | annullata                     |                     |
| 5ª     | 27 maggio | Roma > Firenze    | 337    | Carlo Galetti - Atala         | Atala               |
| 6ª     | 29 maggio | Firenze > Genova  | 267,5  | Lauro Bordin - Gerbi          | Atala               |
| 7ª     | 31 maggio | Genova > Torino   | 230    | Vincenzo Borgarello - Legnano | Atala               |
| 8ª     | 2 giugno  | Torino > Milano   | 280    | Giovanni Micheletto - Atala   | Atala               |
| 9ª     | 4 giugno  | Milano > Bergamo  | 235    | Vincenzo Borgarello - Legnano | Atala               |
| Totale | Totale    | Totale            | 2439,6 |                               |                     |

## Dettagli delle tappe

### 1ª tappa
- 19 maggio: Milano > Padova – 398,8 km

Risultati
| Pos. | Corridore           | Squadra | Tempo     |
| ---- | ------------------- | ------- | --------- |
| 1    | Giovanni Micheletto | Atala   | 13h26'47" |
| 2    | Giuseppe Santhià    | Bianchi | s.t.      |
| 3    | Carlo Galetti       | Atala   | s.t.      |

### 2ª tappa
- 21 maggio: Padova > Bologna – 328,8 km

Risultati
| Pos. | Corridore           | Squadra | Tempo     |
| ---- | ------------------- | ------- | --------- |
| 1    | Vincenzo Borgarello | Legnano | 11h20'00" |
| 2    | Giuseppe Santhià    | Bianchi | s.t.      |
| 3    | Eberardo Pavesi     | Atala   | s.t.      |

### 3ª tappa
- 23 maggio: Bologna > Pescara – 362,5 km

Risultati
| Pos. | Corridore        | Squadra | Tempo     |
| ---- | ---------------- | ------- | --------- |
| 1    | Ernesto Azzini   | Legnano | 13h19'06" |
| 2    | Eberardo Pavesi  | Atala   | s.t.      |
| 3    | Domenico Allasia | Peugeot | s.t.      |

### 4ª tappa
- 25 maggio: Pescara > Roma – annullata per errata segnalazione del percorso

### 5ª tappa
- 27 maggio: Roma > Firenze – 337 km

Risultati
| Pos. | Corridore           | Squadra | Tempo     |
| ---- | ------------------- | ------- | --------- |
| 1    | Carlo Galetti       | Atala   | 12h57'00" |
| 2    | Giovanni Micheletto | Atala   | s.t.      |
| 3    | Domenico Allasia    | Peugeot | s.t.      |

### 6ª tappa
- 29 maggio: Firenze > Genova – 267,5 km

Risultati
| # | Corridore     | Squadra | Tempo     |
| - | ------------- | ------- | --------- |
| 1 | Lauro Bordin  | Gerbi   | 11h07'00" |
| 2 | Carlo Galetti | Atala   | a 19"     |
| 3 | Ugo Agostoni  | Peugeot | a 21"     |

### 7ª tappa
- 31 maggio: Genova > Torino – 230 km

Risultati
| Pos. | Corridore           | Squadra | Tempo    |
| ---- | ------------------- | ------- | -------- |
| 1    | Vincenzo Borgarello | Legnano | 8h03'00" |
| 2    | Carlo Galetti       | Atala   | s.t.     |
| 3    | Giovanni Micheletto | Atala   | s.t.     |

### 8ª tappa
- 2 giugno: Torino > Milano – 280 km

Risultati
| Pos. | Corridore           | Squadra | Tempo     |
| ---- | ------------------- | ------- | --------- |
| 1    | Giovanni Micheletto | Atala   | 11h17'00" |
| 2    | Vincenzo Borgarello | Legnano | s.t.      |
| 3    | Angelo Gremo        | Peugeot | s.t.      |

### 9ª tappa
- 4 giugno: Milano > Bergamo – 235 km

Risultati
| Pos. | Corridore           | Squadra | Tempo    |
| ---- | ------------------- | ------- | -------- |
| 1    | Vincenzo Borgarello | Legnano | 8h08'01" |
| 2    | Giovanni Micheletto | Legnano | s.t.     |
| 3    | Carlo Galetti       | Atala   | s.t.     |

## Classifiche finali

### Classifica generale
| Pos. | Squadra        | Punti         |
| ---- | -------------- | ------------- |
| 1    | Atala-Dunlop   | 33 100h02'57" |
| 2    | Peugeot-Wolber | 23            |
| 3    | Gerbi          | 8             |
| 4    | Goericke       | 8             |
| 5    | Globo-Dunlop   | 7             |